# 普颜
普颜（？—1337年），字君卿，元朝官员，畏兀儿人。
祖父普颜脱忽怜，从成吉思汗西征，战死，赠中书左丞，追封悟山郡公，谥靖忠，父亲爱全，受知于蒙哥汗，被太后唆鲁禾帖尼礼敬，命迁居汤沐邑，赠司徒，追封赵国公，谥文靖。
普颜幼年事奉北平王那木罕，以功授石城县达鲁花赤。后为元仁宗潜邸宿卫，补任东宫必阁赤。仁宗即位，任命为监察御史，纠劾无所顾忌。担任承事郎，佥河北河南道肃政廉访司事，罢免污吏四百人。后转任浙西道、燕南道。元英宗时，改奉元路总管。因病去职，移守吉安。后召他担任淮西江北道肃政廉访使。不久，致仕归乡。去世后，赠礼部尚书、上轻骑都尉，追封恒山郡公，谥正肃。